# Izarraitz

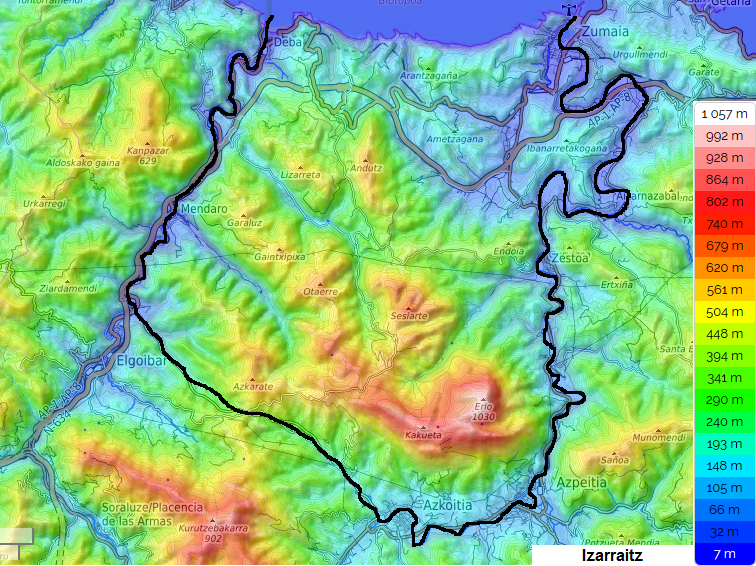
Límites de Izarraitz

Izarraitz es una cadena montañosa kárstica en el noroeste de Guipúzcoa, ubicada entre Urola Costa, Urola Medio y Bajo Deba, en la Comunidad Autónoma del País Vasco, España. Los picos principales son Xoxote (912 m, con la estatua de San Ignacio), Erlo (1.026 m, con una gran antena) y Kakueta (924 m, con una cruz), los tres en el mismo macizo, junto a Azpeitia y Azcoitia. Hacia la vertiente martítima se encuentran otros picos en esta cadena, alrededor de Cestona, Deva y Mendaro.
Es una zona especial de conservación con una extensión de 16 km² y fue designada como tal en octubre de 2012.

## Localización
Se encuentra en el interior de la provincia de Guipúzcoa, entre las comarcas de Urola Costa, Urola Medio y Bajo Deba. Abarca parte de los términos municipales de Deva, Mendaro, Azpeitia, Azcoitia, Cestona y Zumaya.

## Historia
Operó en sus laderas la primera partida, de 500 hombres, que se constituyó en Azpeitia al comenzar la segunda guerra carlista (1872). La comandaba Amilibia.

## Geografía
El área principal del macizo queda separada de sus estribaciones al norte por un abrupto barranco, el de la regata de Goltzibar. Al otro lado se halla el área de Agido-Sesiarte, con elevaciones más moderadas, pero con un relieve complejo e intrincado. Las laderas rocosas, bosques, pastos y un relieve muy accidentado caracterizan el paisaje. Este es más frágil en la ladera sur, por su proximidad y visibilidad desde las poblaciones citadas. Debido a la importante elevación en zona tan próxima a la costa, es una referencia de primer orden en un amplio entorno. El macizo de Izarraitz constituye el flanco norte del anticlinal de Azcoitia. La práctica totalidad del área encuentra su origen en calizas arrecifales y para-arrecifales del Cretácico inferior (complejo Urgoniano), presentando manifestaciones kársticas en superficie (como dolinas y lapiaces) intensas y extendidas por toda la zona.
Las características geológicas y litológicas del sustrato rocoso caracterizan en gran medida el paisaje. Los usos principales del suelo son el forestal y el ganadero (oveja latxa y, en menor medida, ganado equino y vacuno). Hay algunas bordas dispersas por la sierra. Los bosques se extienden principalmente por la laderas septentrionales de Kakuta-Erlo hasta Goltzibar, con una cuña importante de plantaciones forestales de coníferas. Al norte del barranco de Goltzibar se hallan los pocos caseríos incluidos en el interior del espacio.
En un área del barranco de Goltzibar se explota piedra caliza. Al borde de la carretera de Ugarteberri, limitando con el ángulo noroeste, existen otras canteras. Junto a la cumbre de Erlo se ubica una gran antena de comunicaciones, a la que se accede con vehículo desde la ladera sur mediante una pista construida a tal efecto.
En sus cumbres nacen varios afluentes del río Urola y del Deba.

## Flora
Izarraitz es un macizo calcáreo cubierto en buena parte por hayedos, encontrando también buenas representaciones de bosques mixtos de pie de cantil calizo maduros y robledales acidófilos. Desde el punto de vista botánico destaca la uva de raposa (Paris cuadrifolia) y narciso trompón (Narcissus pseudonarcissus).

## Fauna
En las zonas de campiña cazan el alcaudón común (Lanius senator), la culebrera europea (Circaetus gallicus) y el halcón abejero (Pernis apivorus), cada una con su técnica particular. Acompañando al lagarto verde (Lacerta viridis), podemos ver otro lagarto de tonos amarillos y negros, el lagarto verdinegro (Lacerta schreiberi). Bastante más difícil será observar al gato montés (Felis silvestris), refugiado en algún profundo barranco cubierto de densa vegetación. Existe también un importante mundo subterráneo con especies de fauna casi desconocidas. El agua ha ido poco a poco horadando el paquete de calizas urgonianas de Izarraitz y creando intrincadas galerías conocidas solo parcialmente.

## Prehistoria
La cueva de Ekain, ubicada en Deva pero accesible desde Cestona, se encuentra bajo esta cordillera de Izarraitz, muy cerca de la granja-escuela de Sastarrain. En ella se encuentran pinturas del período paleolítico. Para proteger la cueva, esta permanece cerrada al público, y se ha creado una copia en el museo en Zestoa para que la gente la visite.
Junto con Ekain, también vale la pena mencionar las cuevas de Agarre, Kurpittei, Lizarreta I, Erlaitz y Aitzbeltz. En el entorno existen varios túmulos, como los de Marikutz I y Marikutz II cerca de Madarixa.